# Carnoustie Golf Links
Le Carnoustie Golf Links, situé dans le Burgh royal de Carnoustie, comté d’Angus, à l’est de l’Écosse est un des parcours sur lequel le British Open de Golf est joué en tournante.

## Histoire
Il est rapporté qu’on y joue au golf depuis 1527, soit avant St Andrews où les premiers documents faisant état de ce jeu datent de 1552. En 1890, le 14e Duc de Dalhousie, qui était propriétaire du terrain, vendit les links aux habitants de la ville à charge pour eux de le maintenir disponible à perpétuité pour des fins récréatives. Bien que les habitants de la ville en soient les propriétaires, les parcours sont administrés pour leur compte par le Conseil d’Angus.
Le parcours original comportait dix trous qui croisaient et recroisaient un petit ruisseau, le Barry Burn. L’ouverture de la ligne de chemin de fer côtière de Dundee à Arbroath en 1838 amena d’endroits aussi éloignés qu’Édimbourg un afflux de joueurs désireux de se mesurer à cet ancien parcours. Il fut donc décidé de refondre entièrement le parcours, porté en 1868 par le Vieux Tom Morris à dix-huit trous, nombre qui, dans l’intervalle, était devenu la norme. Depuis lors, deux nouveaux parcours ont été créés, le Burnside Course et le plus court, mais tout aussi éprouvant, Buddon Links.
Carnoustie abrita le British Open de Golf pour la première fois en 1931, après que des modifications furent apportées au parcours par James Braid en 1926. Le vainqueur fut Tommy Armour, d’Édimbourg. La liste des autres vainqueurs de l’Open à Carnoustie comprend l’Anglais Henry Cotton en 1937, le légendaire Américain Ben Hogan (1953), le Sud-africain Gary Player (1968), l’Américain Tom Watson (1975) et l’Écossais Paul Lawrie en 1999.
Aux États-Unis, le parcours est surnommé « Car-Nasty » en raison de sa difficulté. Il est considéré comme le parcours le plus dur de ceux qui sont sélectionnés pour la tournante du British Open et l’un des plus difficiles du monde. L’effet Carnoustie date de l’Open 1999, quand beaucoup des meilleurs joueurs mondiaux, habitués aux parcours américains manucurés se sentirent frustrés par des problèmes inattendus rencontrés sur les links. Un des joueurs donnés comme favori par beaucoup, Sergio García, alors âgé de 19 ans, s’effondra en larmes dans les bras de sa mère au sortir du parcours.
Cette édition de l’Open restera toutefois dans les mémoires en raison de l’effondrement spectaculaire du joueur français Jean Van de Velde. Alors qu’à l’entame du dernier trou, un par quatre, il lui suffisait de jouer en six coups, soit un double bogey, il termina le trou en sept au-dessus du par et finit par perdre le play-off qui l’opposait à Paul Lawrie. L’Open sera joué à nouveau à Carnoustie en 2007.
« L’effet Carnoustie » est défini comme « cet état de choc mental et psychique ressenti par la rencontre avec la réalité par ceux dont les espérances sont basées sur des suppositions erronées ». Comme il s’agit d’une notion relevant de la psychologie, elle peut s’appliquer aux désillusions ressenties dans n’importe quel domaine d’activité et pas seulement au golf.